# 北安伯伍德 (亞利桑那州)
北安伯伍德（英語：Amberwood North）是位於美國亞利桑那州馬里科帕縣的一個非建制地區。該地的面積和人口皆未知。

## 地理
北安伯伍德的座標為33°39′35″N 112°08′48″W / 33.65972°N 112.14667°W，而該地的平均海拔高度為404米（即1325英尺）。